# Tritoma unicolor
Tritoma unicolor är en skalbaggsart som beskrevs av Thomas Say 1826. Tritoma unicolor ingår i släktet Tritoma och familjen trädsvampbaggar. Inga underarter finns listade i Catalogue of Life.